# Penge

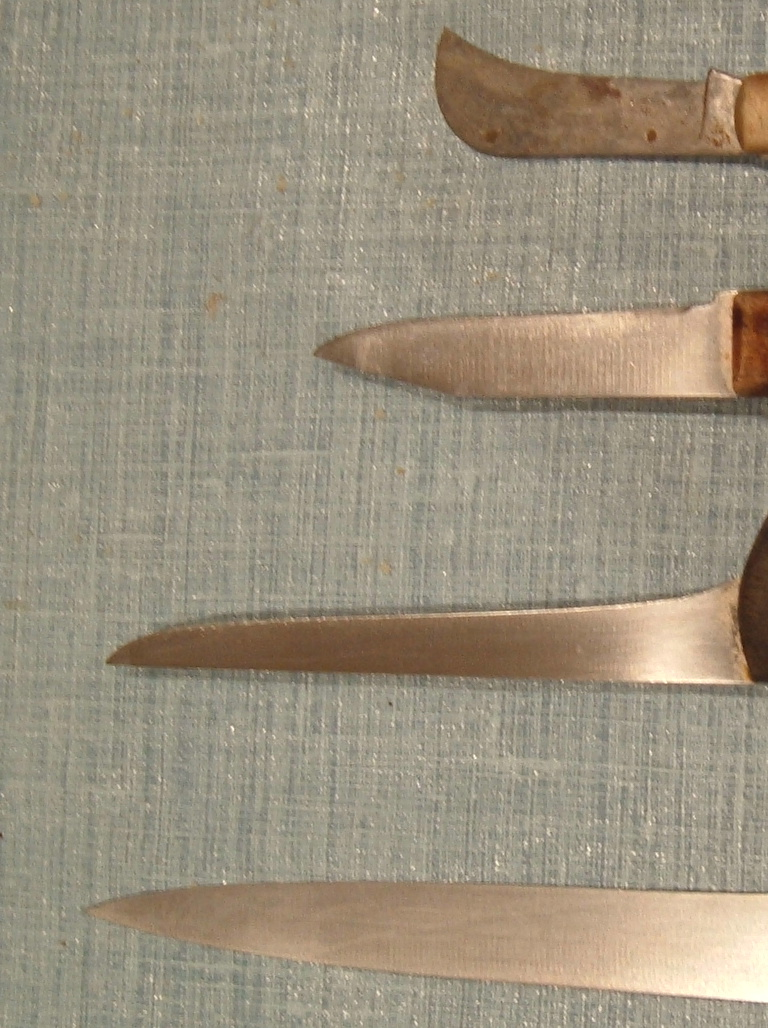
Késpengék

A penge lapos, vágóéllel ellátott fémtárgy, általában a kések és más vágóeszközök illetve vágógépek lényeges alkatrésze. Bizonyos sportszerek (kard, tőr stb.) speciális pengékkel vannak felszerelve. A penge lehet egyenes vagy ívelt. Az egyenes pengéjű kardok ütésre és szúrásra egyaránt használhatóak, míg az íves pengéjű kardok (szablyák) alkalmasabbak a vágásra.